# Pseudochondracanthus
Pseudochondracanthus – rodzaj widłonogów z rodziny Chondracanthidae. Wprowadził go w 1908 roku amerykański biolog morski Charles Branch Wilson dla nowo opisanego przez siebie gatunku Pseudochondracanthus diceraus.

## Podział systematyczny
Do rodzaju należą następujące gatunki:
- Pseudochondracanthus diceraus Wilson C.B., 1908
- Pseudochondracanthus hexaceraus Wilson C.B., 1935
- Pseudochondracanthus pseudorhombi Yamaguti, 1939